# ŠNK Hajduk Sela
ŠNK Hajduk Sela je nogometni klub iz naselja Sela koje je u sastavu Grada Siska.

## Povijest
ŠNK Hajduk Sela osnovan je 1946. godine i članom je Nogometnoga saveza Sisačko-moslavačke županije.